# 謝興陽
謝興陽（1999年7月22日—），出生於浙江省杭州市，中國大陸男演員及歌手，目前就讀於中國傳媒大學戲劇影視學院2019級表演專業，所属經紀公司為壞水娛樂。
代表作為2019年7月播出的電視劇《少年江湖物語》，2020年在網劇《如此可愛的我們》因陽光的外型，而逐漸受到大眾的注目。他於2021年2月17日參加騰訊視頻偶像男團競演養成類真人秀節目《創造營2021》。

## 演出作品

### 電視劇 / 網路劇
| 首播年份 | 电视剧名称       | 扮演角色 | 備註     |
| -------- | ---------------- | -------- | -------- |
| 2019年   | 少年江湖物語     | 蕭林     | 網路劇   |
| 2019年   | 金斬，有何貴干？ | 金斬     | 網路短劇 |
| 2020年   | 戀愛播放列表     | 白向川   | 網路短劇 |
| 2020年   | 如此可愛的我們   | 劉高旭   | 網路劇   |
| 2020年   | 最美逆行者·同舟  | 游坦     |          |
| 2020年   | 這個少年我想退貨 | 李聚福   | 網路短劇 |
| 2021年   | 歡迎光臨高中生   | 鄭點     | 網路短劇 |
| 2021年   | 夢見獅子         | 王中強   |          |
| 2022年   | 天王助理         | 聞陌翾   | 網路劇   |
| 2022年   | 明天也想見到你   | 丁滿     | 網路劇   |
| 2023年   | 當我飛奔向你     | 謝林楠   | 網路劇   |
| 2023年   | 我有一個朋友     | 夢三息   | 網路劇   |
| 2024年   | 另一种蓝         | 赵浚     |          |
| 2024年   | 加油吧少年       | 金展     | 網路劇   |
| 2025年   | 青衿志           | 岳驰     | 網路劇   |
| 2025年   | 子夜归           | 谢娄柏   | 網路劇   |
| 待播     | 狙击蝴蝶         | 成睿     |          |
| 待播     | 三人行           | 赵左右   | 網路劇   |
| 待播     | 还行，不错       |          | 網路劇   |

### 電影
| 年份           | 播放平台 | 劇名          | 角色 | 導演   | 備註 |
| 2017年10月13日 | 愛奇藝   | 消失的330公車 |      | 李金微 |      |
| 2018年4月20日  | 愛奇藝   | 餘生          | 余洛 | 白林峰 |      |

### 綜藝
| 年份   | 播放平台         | 節目名稱         | 備註     |
| 2021年 | 騰訊視頻         | 創造營2021       |          |
| 2022年 | 騰訊視頻         | 閃亮的日子       | 固定成員 |
| 2022年 | 騰訊視頻、芒果TV | 閃亮的日子第二季 | 固定成員 |
| 2022年 | 騰訊視頻、芒果TV | 閃亮的日子第三季 | 固定成員 |

## 音樂作品

### 單曲
| 發行日期      | 歌曲名稱 | 歌曲資料                                                          | 備註 |
| 2021年7月18日 | 《缺憾》 | - 作詞：畢蘿 - 作曲：路柯 - 編曲：黎栩晴、袁文睿 - 製作人：袁文睿 |      |

### 《創造營2021》表演曲目
| 期數                       | 環節       | 曲目                       | 合作演唱者                                     | 原唱者        | 備註             |
| 第一期上 （2021年2月17日） | 初評舞台   | 《和你在一起》             | 葉皓然、劉唐輝、陸定昊、魏子越                 | TFBOYS        |                  |
| 第三期下 （2021年3月6日）  | 第一次公演 | 《愛YOU READY，愛我READY》 | 李澤坤、利路修、劉唐輝、王孝辰、鄭明鑫         | 孔一蟬        |                  |
| 第四期下 （2021年3月13日） | 主題曲二創 | 《愛上哪兒闖上哪兒闖》     | 俞更寅、韓佩泉、張欣堯、陸定昊、屈柏宇、陳瑞豐 |               | 主題曲二創       |
| 第六期下 （2021年3月28日） | 第二次公演 | 《Therefore I Am》         | 張嘉元、井汲大翔、利路修、張騰                 | Billie Eilish |                  |
| 第八期 （2021年4月10日）   | 第三次公演 | 《NANA PARTY》             | 贊多、付思超、井朧、張騰、魏子越               |               | 助陣學姐：毛曉彤 |

## 外部連結
- 謝興陽的新浪微博
- 謝興陽的豆瓣電影頁面 （页面存档备份，存于）
- 謝興陽的instagram
- 5@8.com 07/15/謝興陽的tiktok